# 6690 Messick
6690 Messick è un asteroide della fascia principale. Scoperto nel 1981, presenta un'orbita caratterizzata da un semiasse maggiore pari a 2,2599967 UA e da un'eccentricità di 0,1533040, inclinata di 3,75594° rispetto all'eclittica.